# 마이클 뮤케이시
마이클 버나드 뮤케이시(영어: Michael Bernard Mukasey, 1941년 7월 28일 ~ )는 미국의 변호사이자 법관으로, 2007년부터 2009년까지 제81대 법무부 장관을 역임했으며, 1987년부터 2006년까지 뉴욕 남부 연방지방법원의 미국 지방법원 판사로 재직했다.
뮤케이시는 컬럼비아 대학교에서 역사학 학위를 취득했으며, 예일 법학대학원에서 법학학사 학위를 받았다. 그는 20년간 사설 법률 사무소에서 근무했으며, 뉴욕 남부 연방지방법원 미국 검사실에서 4년간 부검사로 일했다. 1987년 로널드 레이건 대통령에 의해 뉴욕 남부 연방지방법원 판사로 지명되었으며, 2000년에 수석 판사가 되어 2006년 은퇴할 때까지 그 직책을 수행했다.
뮤케이시는 앨버토 곤잘러스의 사임 이후 조지 W. 부시 대통령에 의해 법무장관 후보로 지명되었다. 그는 두 번째 유대인 출신 미국 법무장관이었다. 부시 대통령 임기 종료 후 법무장관직에서 물러났다. 현재는 국제 로펌 데보이스 & 플림튼에서 고문 변호사로 활동하고 있다. 또한 뮤케이시는 외국 대리인 등록법에 따라 이란 저항국민평의회를 대리하는 자로 등록되어 있다.